# 骸骨

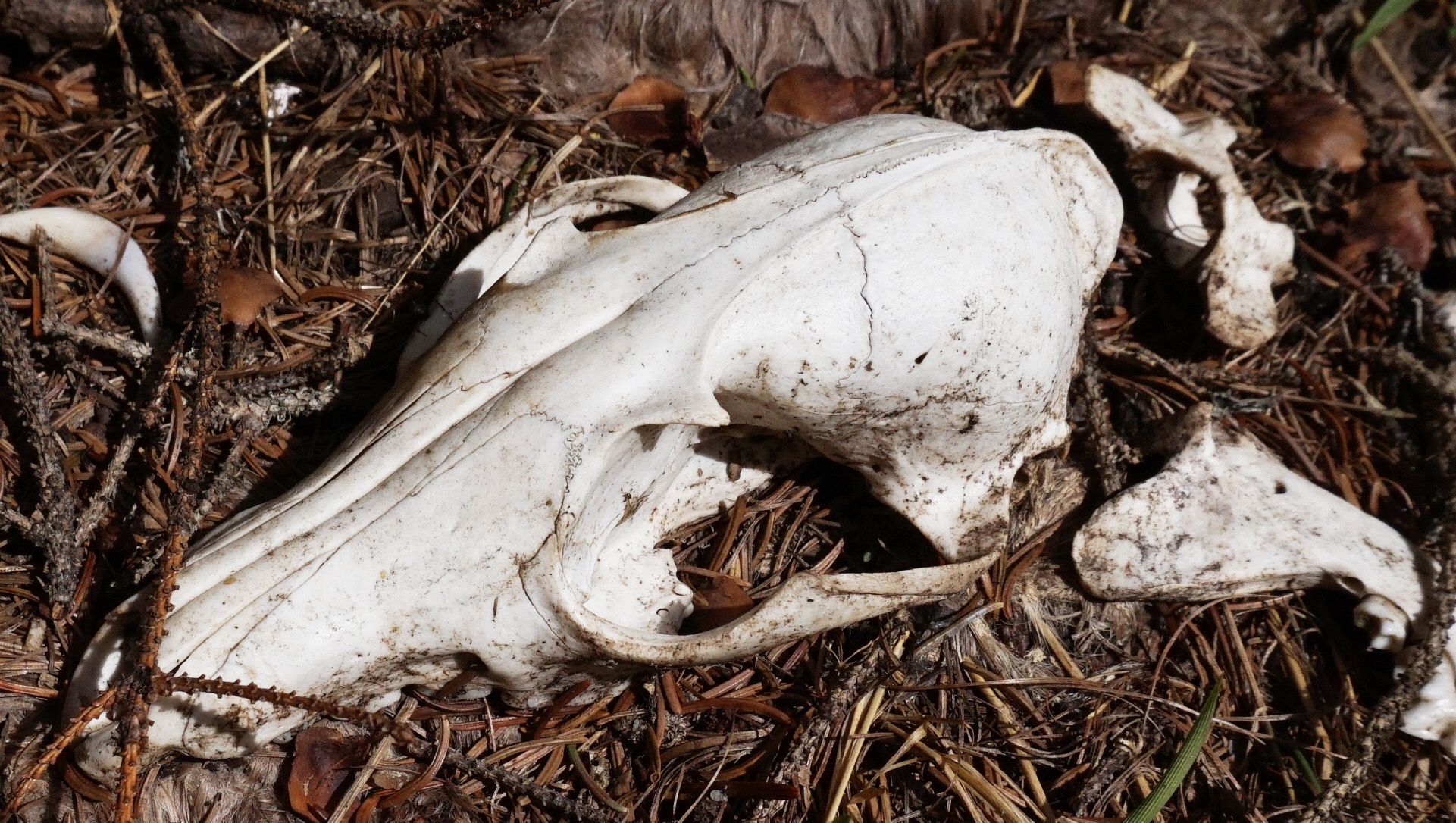
野にある獣の骸骨

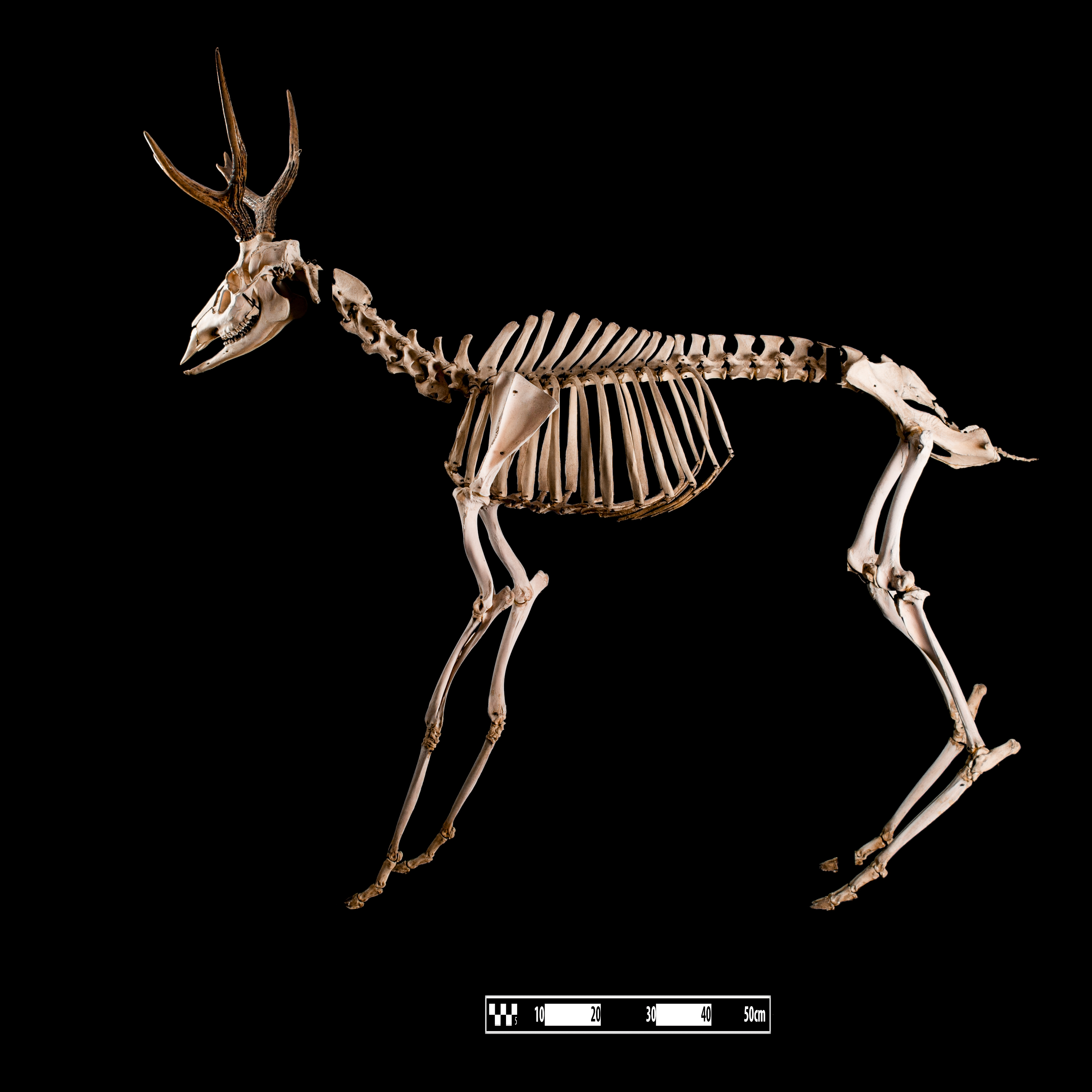
標本化された哺乳類の骸骨（全身骨格）。画像はアメリカヌマジカ。

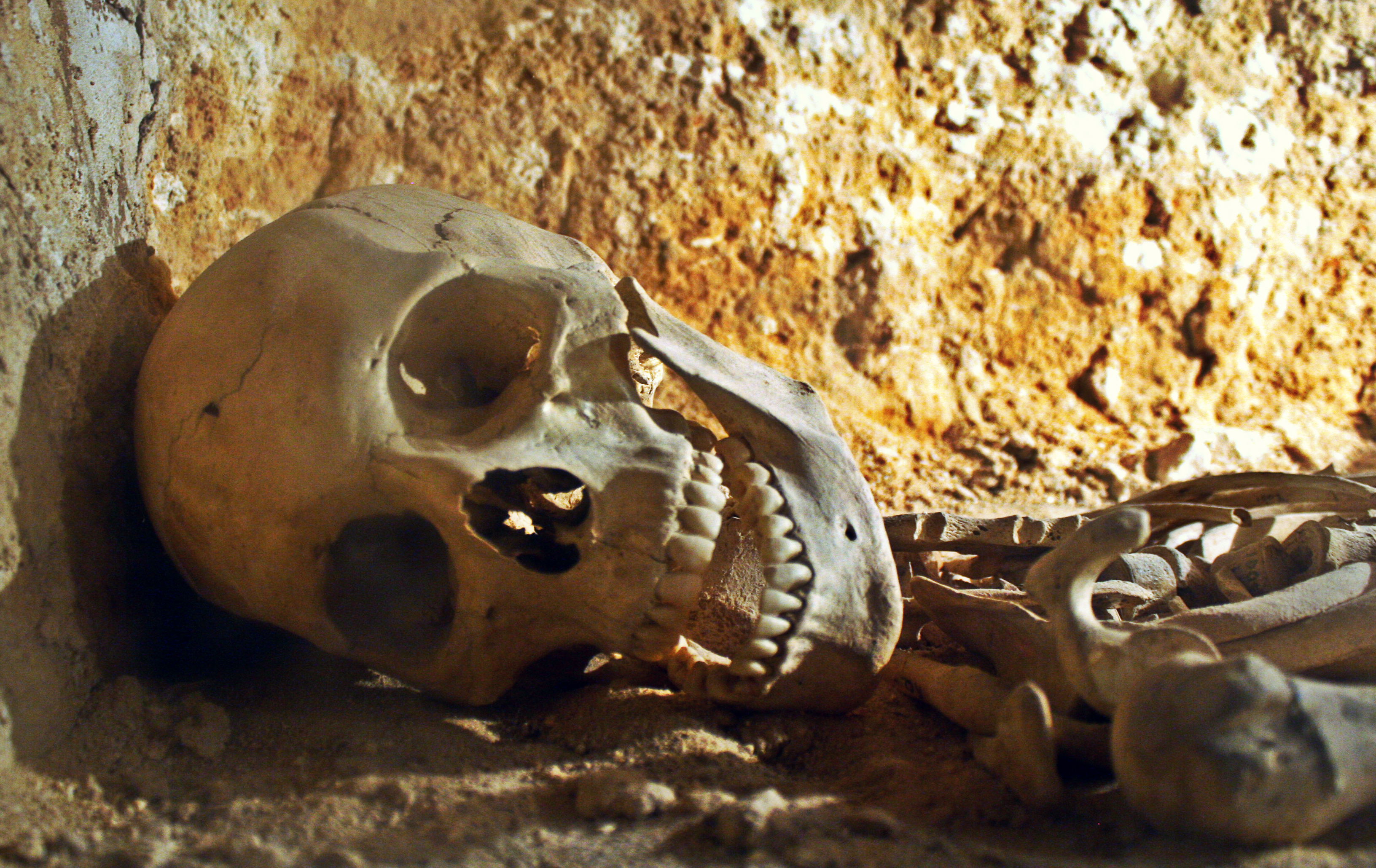
出土したヒトの骸骨

骸骨（がいこつ）とは、第1義には、脊椎動物の死骸の腐敗が進んで有機物が消失したことで骨格だけになったもの。白骨。むくろ（骸）。死体。骨のほかに靭帯と軟骨をも含む。第2義には、体の骨。体の骨組。骨格。第3義には、勤めなどを終えた後の、役立たなくなった身の譬え。
英語では "skeleton" の第1義とおおよそ同義である。
日本語では一般に硬骨魚類などの骨格だけになった死骸は骸骨とは呼ばず、主にヒト、または哺乳類の骨格死体を骸骨と呼ぶ。ヒトの頭蓋骨（頭の骸骨）は「髑髏（どくろ、されこうべ）」「しゃれこうべ"」などと呼ぶ。

## 概要
乾燥した地域を除き、放置された死体は概ね最終的に骸骨となる、そのため、歴史的に骸骨は死の象徴であり、死神や各種の魑魅魍魎など、骸骨の姿であらわされるものも多い。他に「髑髏と骨」も骸骨をモチーフとしており、恐怖感の演出や死の危険を示す役割を果たしている。日本の骸骨妖怪にはがしゃどくろや骨女、狂骨などがあるが、実際には日本の伝承上に骨の怪異がそれほど多いわけではなく、骨にまつわる妖怪も、中身がともなわずに恐ろしい外見だけで終わるものが多い。
他方で腐乱しつつある死体が嫌悪感しか抱かせないのに対して、有機物が分解しきって乾燥した骨だけになってしまえば不潔感を抱く素材はほとんど無くなってしまう。そこからむしろ開き直った爽快さを感じることも可能であり、ユーモラスなものとさえ見なしえる。1976年に子供向けの番組で放送された曲「ホネホネロック」はその類である。その他にも一種の格好良さとして用いられる場合も多い。また、漫画やアニメを主とした映像作品等では感電した時の喜劇的表現として、電気を帯びて毛や衣服、身体全体が逆立ったキャラクターのシルエットの中に骨が透けて映る（映像作品では通常のキャラクターの絵と交互に点滅する）といった演出がなされることもある。
骸骨をモチーフとして作成された作品やキャラクターは数多く、Tシャツなどの衣服や銀細工のデザインにも使用されるなどその用途は幅広い。風水や占いでは、死を連想させるため、身近に置かないほうが良いとされることもある。
漢語では辞職を願い出ることを「骸骨を乞う」（乞骸とも）という表現がある。官職にある間は自分の体は主君に捧げたものとして、それを返してほしいと乞い願う意。
学術的な目的に製造、使用される骸骨は、骨格標本の項を参照のこと。

## イメージ・表現・造形の例
- サンタ・マリア・インマコラータ・コンチェツィオーネ教会（イタリア語版、英語版） ローマのヴェネト通り（イタリア語版、英語版）にある教会。大量の骸骨をあしらった装飾から“骸骨寺”とも。
- カラカ（スペイン語版、英語版）
- ラ・カラベラ・カトリーナ（スペイン語版、英語版）
- 歌い骸骨
- 歯痛殿下

## 文化背景
- メメント・モリ - トランジ
- 死者の日 - 死者の日 (メキシコ)

## ギャラリー

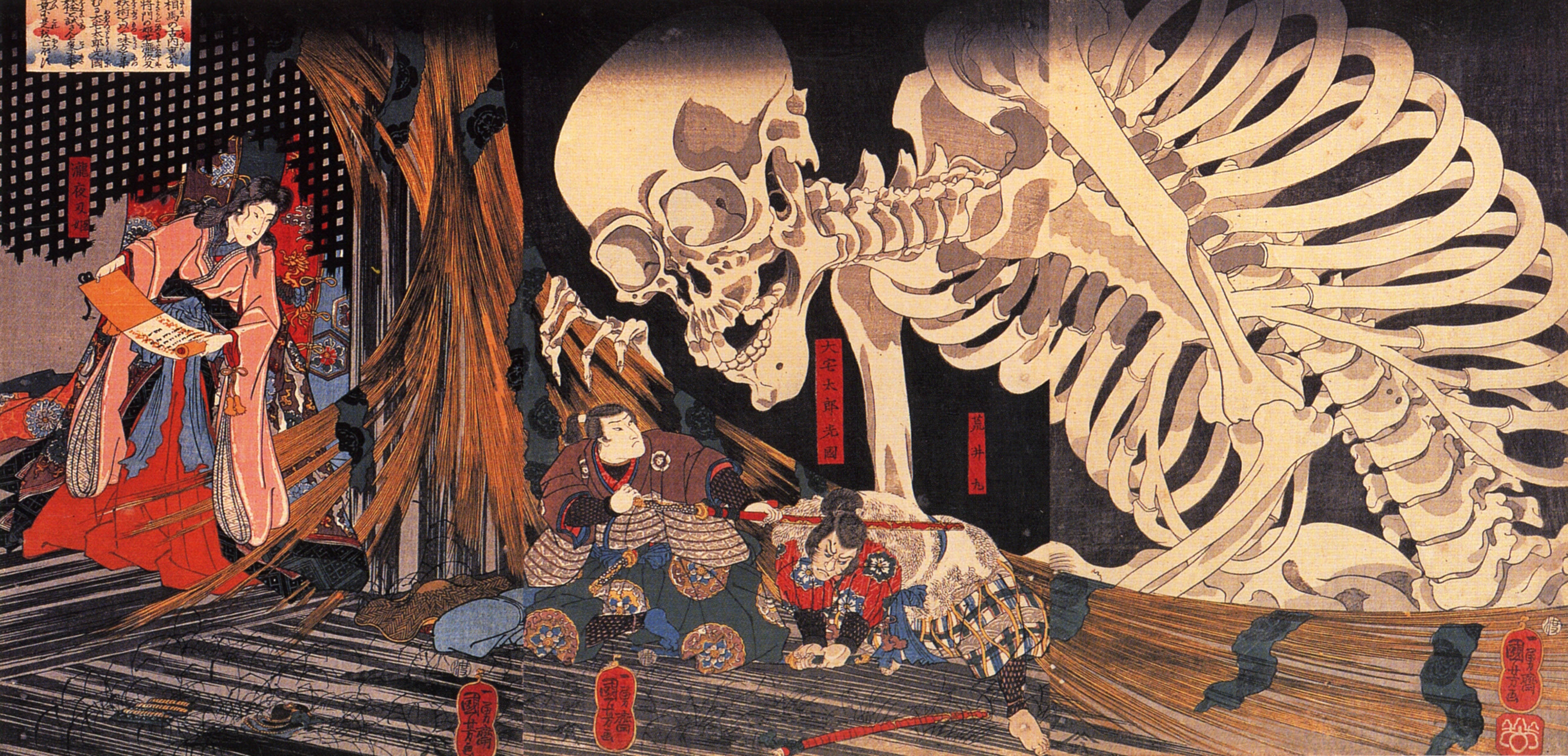
歌川国芳の錦絵『相馬の古内裏』／弘化2-3年（1845-1846年）ごろ刊行。大宅太郎光圀/大宅中将光圀（髑髏に見下ろされている男性）が滝夜刃姫/滝夜叉姫（左の女性）の操る巨大な骸骨と戦う場面。詳しくは「歌川国芳#国芳画廊」を参照。

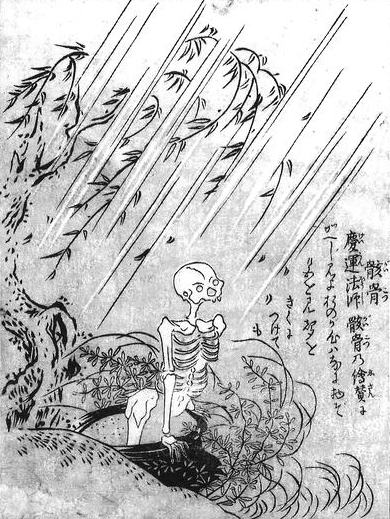
鳥山石燕の妖怪画集『今昔画図続百鬼』（安永8年/1779年刊行）に所収の一図「骸骨」
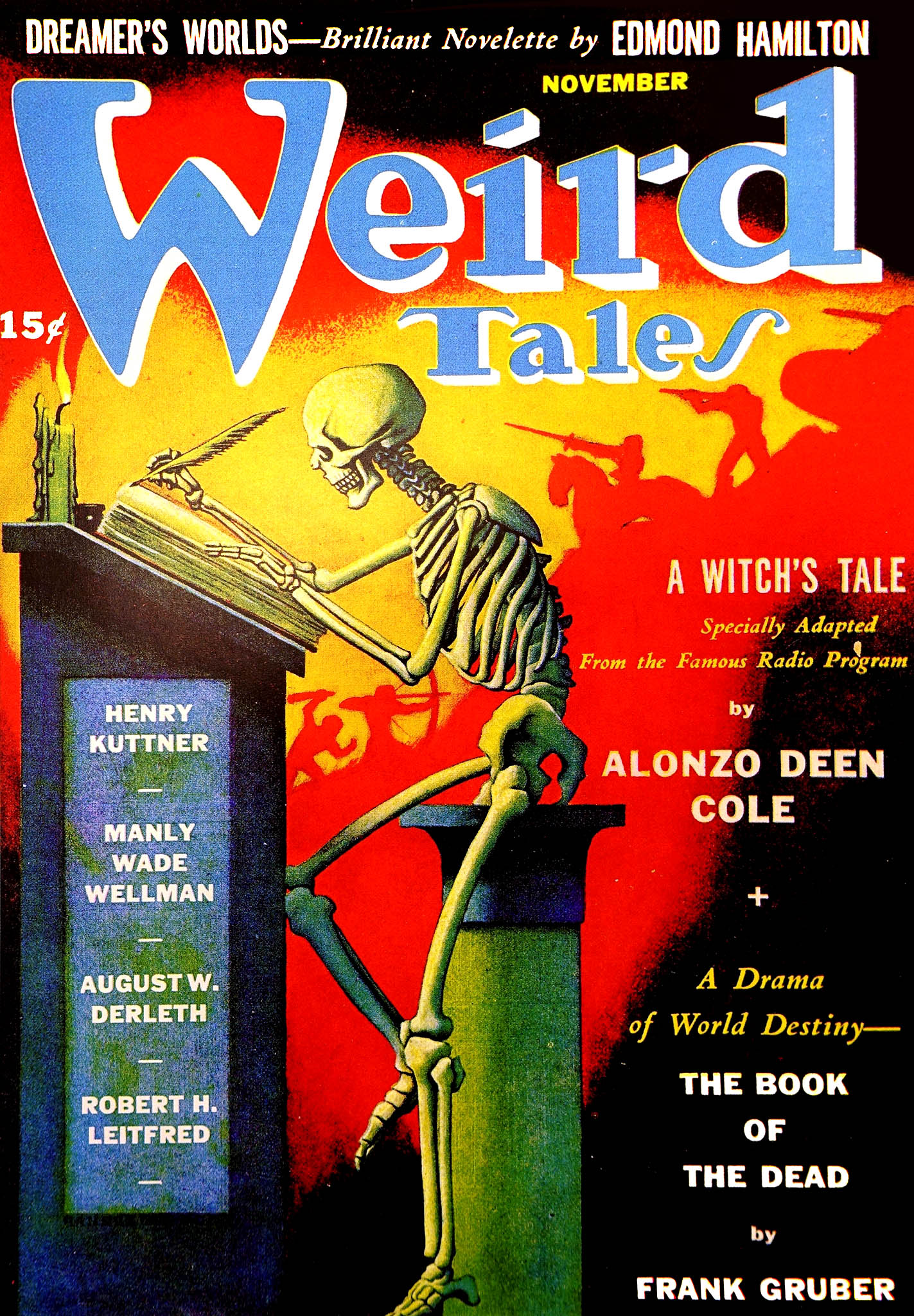
SF専門パルプマガジン『ウィアード・テイルズ』1941年11月号表紙。
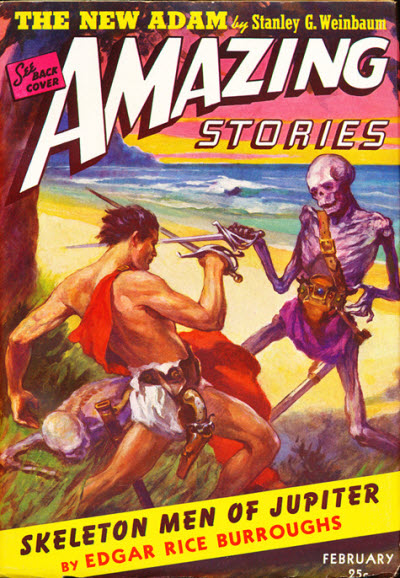
世界初のSF専門パルプマガジン『アメージング・ストーリーズ』の1943年2月号表紙。